# Die Wehrmacht
Die Wehrmacht war der Titel einer deutschen Militär-Zeitschrift, die von 1936 bis 1944 im Deutschen Reich erschien und anfänglich der Militärpropaganda, später der NS-Propaganda diente.
Die Zeitschrift entstand im Zuge der Wiederaufrüstung der Wehrmacht. Sie erschien erstmals am 6. November 1936 und danach zweimal monatlich im Verlag Die Wehrmacht in Berlin-Charlottenburg. Der Verlag war 1936 durch Arnold Killisch von Horn, Joachim von Stülpnagel  und noch einem Vetter gegründet worden. Bis zu seiner Abschaffung im Zuge der Blomberg-Fritsch-Krise war das Reichskriegsministerium der offizielle Herausgeber. Damit verfügte das Ministerium über ein eigenes Propagandamedium und bemühte sich in den ersten Jahren eine direkte Einflussnahme durch die NSDAP und deren Pressepolitik zu verhindern. Große Bemühungen unternahm der Präsident der Reichspressekammer Max Amman, um die Kontrolle über die Herausgabe der Zeitschrift der NSDAP zu übertragen. Auch mit dem neu gebildeten Oberkommando der Wehrmacht am 2. Februar 1938 veränderte sich die vorherige Konstellation nicht. Erst 1943 schaffte es das NS-Presseamt, den Verlag Die Wehrmacht zu enteignen. Damit übernahm der Franz-Eher-Verlag, Zentralverlag der NSDAP, die Herausgabe und Bernd E. H. Overhues wurde als Hauptschriftleiter eingesetzt. 
Neben den normalen Ausgaben der Wehrmacht erschienen oft Sonderhefte zu bestimmten Themen, wie zum Beispiel das Heft Wir kämpften in Spanien, das den Einsatz der deutschen Legion Condor glorifizierte. Die Anlage der Zeitschrift zielte vor allem auf junge Leser, die man dadurch für das Militär begeistern wollte. Deshalb kostete Die Wehrmacht lediglich 25 Reichspfennig und war farbig illustriert. In jeder Ausgabe fand sich jeweils ein Hauptartikel mit einem bestimmten thematischen Schwerpunkt sowie kleinere Beiträge zu aktuellen militärischen Fragen. Daneben gab es eine Art Feuilleton, Rätsel und Werbung. Oftmals erschienen auch Vorabdrucke ganzer Bücher wie beispielsweise 1937 der Roman U 31 – Das Schiff aus dem Jenseits von Clemens Laar. Illustriert wurde dieser und viele andere Beiträge von dem Pressezeichner Theo Matejko.
Im September 1944 wurde die Zeitschrift eingestellt.